# LaSirena69
Antonella Alonso (née le 9 juin 1990), également connue sous son nom de scène LaSirena69, est une actrice pornographique vénézuélienne.

## Biographie
Antonella Alonso est née à Caracas en 1990 et a étudié la communication sociale pendant quelques semestres à l'Université Santa María, mais a abandonné cette voie pour étudier la publicité au New Careers Institute (en espagnol : Instituto Nuevas Profesiones) à Las Mercedes. Elle a rédigé son mémoire mention humanités sur les geishas, et durant les deux années du cycle d'études, elle a rédigé un mémoire qui traitait des femmes travaillant dans l'industrie du sexe, depuis les hétaïres de la Grèce antique et les geishas japonaises jusqu'à la prostitution contemporaine. En mars 2015, elle a émigré à Miami, où elle a vécu pendant trois ans, et après plusieurs licenciements pour s'être exhibée dans des photographies érotiques via ses réseaux sociaux, elle a commencé à vendre ses photographies de nu. Un an et demi plus tard, elle s'installe à Los Angeles, où elle rencontre une star du porno qui la met en contact avec l'industrie pour adultes, puis elle commence sa carrière dans cette industrie.
En 2020, elle est nommée dans la catégorie Best New Starlet des AVN Awards et dans la catégorie Most Popular Female Newcomer de la troisième édition des PornHub Awards. En février 2021, elle est nommée "Pet of the Month" par le magazine Penthouse. Elle a également reçu un AVN Award dans la catégorie "Best Female Revelation". Elle est apparue sur la couverture de magazines tels que UB Magazine et a servi de modèle pour des photographes tels que Mike Ohrangutang.
À partir de 2021, elle travaille à Los Angeles, en Californie.

## Les références
- (en) Cet article est partiellement ou en totalité issu de l’article de Wikipédia en anglais intitulé « LaSirena69 » (voir la liste des auteurs).

1. ↑  Antonella Alonso: La sirena que conquistó Miami El Estímulo. 3 October 2017.
2. 1 2  Milagros Socorro, La Gran Aldea, « Antonella Alonso, "La Sirena 69" », 20 janvier 2020 (consulté le 25 mars 2021)
3. 1 2 3  Catherine Medina Marys, El Pitazo, « Antonella Alonso: "La industria pornográfica es parte del cine" », 27 février 2021 (consulté le 25 mars 2021)
4. ↑  (es) « La Sirena69 está nominada a los grandes premios del porno: AVN y PornHub », El Estímulo, 23 novembre 2020 (consulté le 29 mai 2022)
5. ↑  « La Sirena 69 - Aquí su Biografía, Edad, Fotos, curiosidades », Soloenvenezuela.net,‎ 22 juillet 2020 (lire en ligne, consulté le 25 mars 2021)